# Une histoire française
Une histoire française est un roman de François Nourissier publié en 1965 aux éditions Grasset et ayant reçu le Grand prix du roman de l'Académie française l'année suivante.

## Résumé
"Une Histoire Française" est un roman qui explore les complexités de la société française d'après-guerre. À travers le récit d'une famille bourgeoise, l'auteur dépeint les changements sociaux et moraux qui ont secoué la France au milieu du XXe siècle. Le personnage principal, Patrice Picolet, est un reflet de l'auteur lui-même, explorant les vérités douloureuses de son enfance et de la France de l'époque. Le livre aborde des thèmes tels que la quête de l'identité, les conflits de générations et les illusions perdues, tout en offrant une réflexion sur la mémoire et l'histoire. 

## Éditions
- Une histoire française, éditions Grasset, 1965.